# Gláuber
Gláuber Leandro Honorato Berti, beter bekend als kortweg Gláuber (São José do Rio Preto, 5 augustus 1983), is een Braziliaans voetballer. Gláuber heeft in zijn actieve voetbalcarrière al in Brazilië, Duitsland, Engeland, Roemenië en de Verenigde Staten gespeeld.

## Clubcarrière
Gláuber begon zijn carrière bij Atlético Mineiro. In 2003 vertrok hij naar Palmeiras dat destijds in de hoogste divisie van het Braziliaanse voetbal uitkwam. Na achttien maanden bij Palmeiras werd hij voor zes maanden aan het Duitse 1. FC Nürnberg gehuurd, met een optie tot koop. Bij Nürnberg kreeg hij al snel een basisplaats en de optie tot koop werd dan ook gelicht door de Duitse club. Op 13 augustus 2008 tekende Gláuber bij het Engelse Manchester City. Op 24 mei 2009 maakte Gláuber zijn debuut voor City als invaller tegen Bolton Wanderers. Aan het eind van het seizoen liet Manchester City hem gaan. Vervolgens spendeerde hij drie jaar bij het Roemeense Rapid Boekarest, waar hij zesenveertig keer voor uitkwam en één keer scoorde. Op 22 januari 2013 tekende Gláuber bij het Amerikaanse Columbus Crew. Op 16 maart 2013 maakte hij tegen San Jose Earthquakes zijn eerste doelpunt voor The Crew. Aan het einde van het seizoen in 2013 werd Gláuber verteld dat Columbus Crew niet met hem verder zou gaan.

## Interlandcarrière
Gláuber kwam tot nog toe één keer uit voor het Braziliaanse nationale team, een vriendschappelijke interland tegen Guatemala op 27 april 2005.